# 无条件投降
无条件投降（英語：unconditional surrender）是指在作战结束时战败一方允许战胜方完全控制其政治和社会，对敗方事务进行任何处理。一般来说，要求對方无条件投降会延长战争时间，因为此要求排除了雙方都妥協而停戰之任何可能。

## 历史上著名的例子

### 纳粹德国

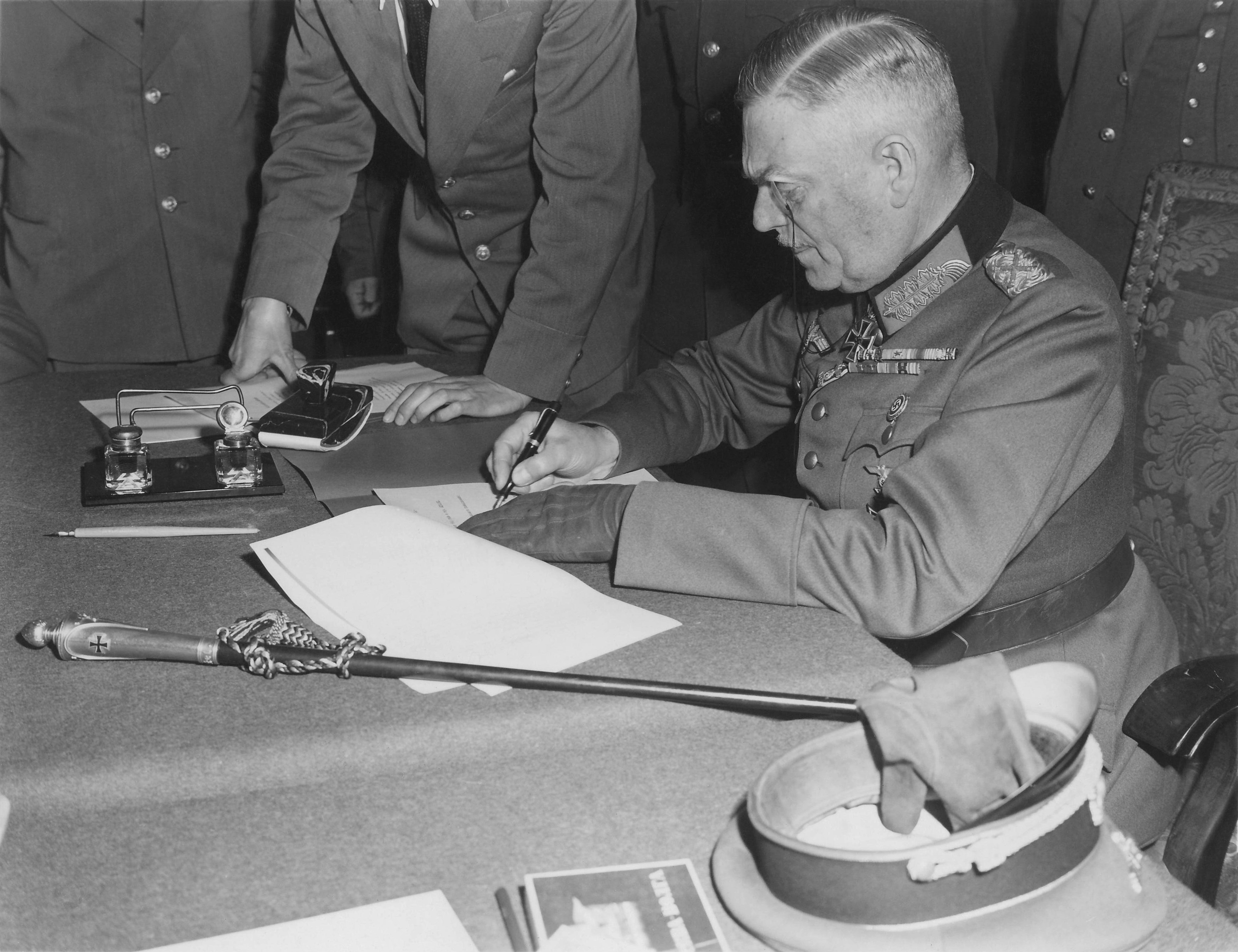
1945年5月9日德意志國防軍最高統帥部首長凯特尔元帅在柏林代表西方盟国签署纳粹德国的无条件投降

1943年初，同盟国在卡萨布兰卡会议上提出要求轴心国无条件投降：当时同盟国担心西方国家与苏联的同盟会分裂，威胁到对纳粹德国的胜利。由于无条件投降排除了任何进行停战谈判的可能性，西方国家可以以此向苏联保证它们会与苏联一起直到最终战胜纳粹德国。苏联决定参加这个要求。当时纳粹德国宣传部以此声称同盟国的目的在于完全摧毁德国来激励德国人民背水一战。
阿道夫·希特勒排除了任何投降的可能性，于1945年4月30日自杀。他通过遗嘱指定的帝国总统卡尔·邓尼茨发表电台演讲说：“我最重要的任务是防止德国人民被入侵的苏维埃敌人消灭。只因此军事战斗继续下去。”此时许多地区的德军已经投降，但是邓尼茨依然试图与西方国家达成一个部分停火。由阿尔弗雷德·约德尔将军带领的德国代表团于5月6日在法国兰斯盟军最高指挥部提出这个要求时立即被盟军最高指挥官德怀特·艾森豪威尔拒绝。邓尼茨一开始只授权约德尔“与艾森豪威尔将军的指挥部签署一个停火协议。”但艾森豪威尔拒绝后他通电下令约德尔签署彻底无条件投降。这个投降于5月7日2:41签署，从5月8日23:01开始生效。
由于这个无条件投降只是由约德尔，而不是由德国军队的最高指挥官签署的，因此于5月9日夜0:16在柏林苏军指挥部德军陆海空三军指挥官代表邓尼茨再次签署证实了德国的无条件投降。西方盟军的签署人是亚瑟·泰德将军，苏军签署人是朱可夫元帅。由于在苏联德国投降是从这个时候开始正式生效，因此直到今天，5月9日在俄罗斯依然被作为第二次世界大战胜利的庆祝日。

### 大日本帝國

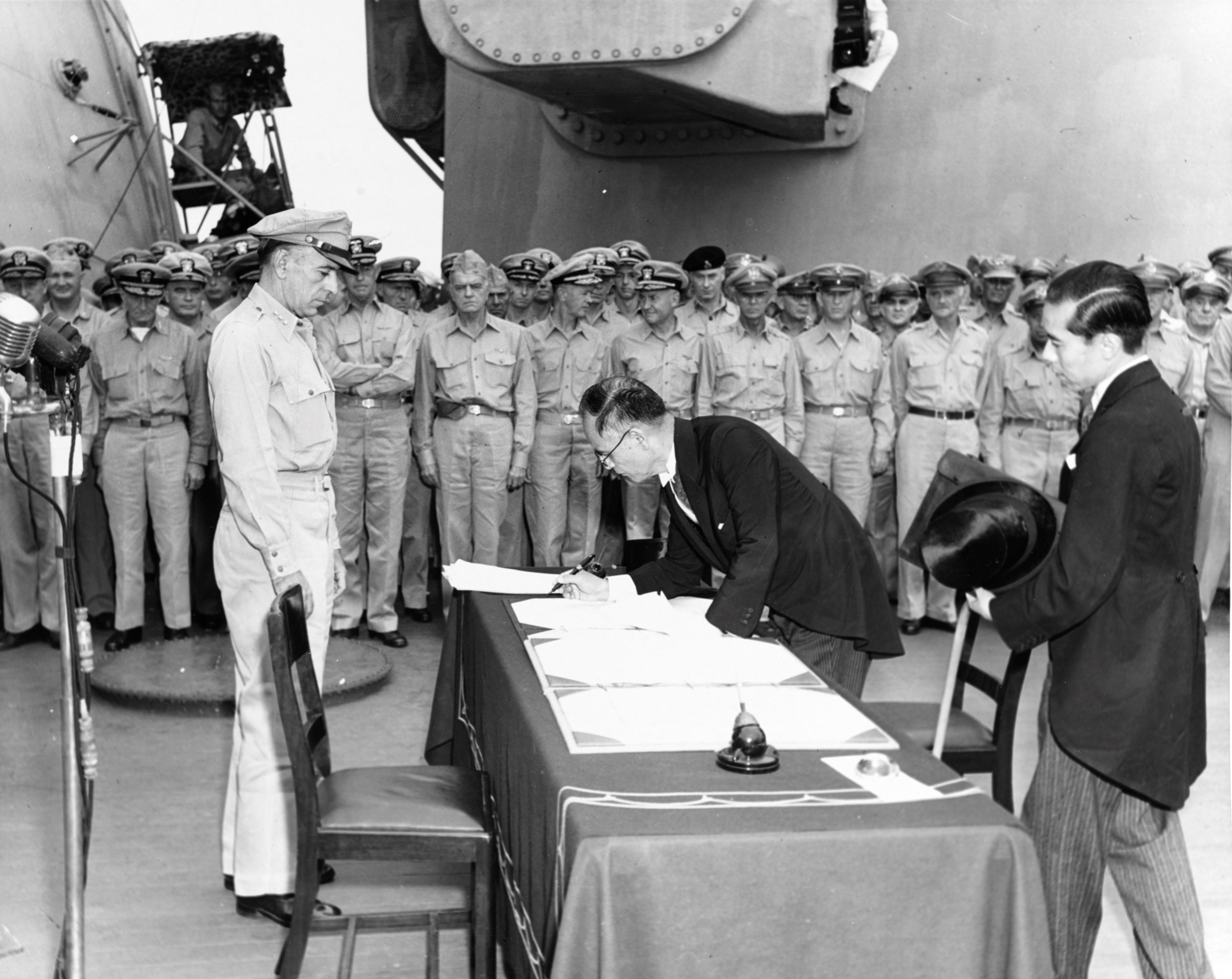
日本外相重光葵签署日本的无条件投降

1945年8月15日，日本昭和天皇通过玉音放送發表《终战诏书》；9月2日，日方代表與同盟國代表在美国密苏里号战列舰签署《降伏文書》，第二次世界大战和太平洋戰爭至此宣告结束。戰後，舊的《大日本帝國憲法》被廢，以新的《日本國憲法》取代之。美國政府積極干涉新憲法的制訂，這些新的憲政條款對於現代日本仍有深遠影響。

### 南越
1975年4月30日，越南民主共和国（北越）军队完成對越南共和国（南越）的攻勢、占领其首都西贡，總統楊文明在獨立宮（今統一宮）向北越上校裴信表示无条件投降，越南战争结束，越南全國統一。

### 东巴基斯坦
原东巴基斯坦在发生要求脱离巴基斯坦的起义后，演变为孟加拉国解放战争，印度军队介入後，東巴基斯坦脫離巴基斯坦並成立孟加拉國。1971年12月16日，巴基斯坦宣佈無條件投降，孟加拉國正式獨立。第三次印巴战争後，孟加拉國作為主權國家加入联合国。

### 阿富汗伊斯兰共和国
2021年美军撤离期间，塔利班发动大规模攻势。8月15日，塔利班占领喀布尔，阿富汗前政府无条件投降，阿富汗重新被伊斯兰酋长国统一。

### 伊朗—以色列戰爭
2025年6月17日伊朗—以色列战争期间，美国总统唐纳德·特朗普要求伊朗政府无条件投降。